# Plectrotarsus minor
Plectrotarsus minor är en nattsländeart som beskrevs av Mosely in Mosely och Douglas E. Kimmins 1953. Plectrotarsus minor ingår i släktet Plectrotarsus och familjen Plectrotarsidae. Inga underarter finns listade i Catalogue of Life.